# Avrupa Türk-İslam Birliği
Die Avrupa Türk-İslam Birliği (ATİB – „Union der Türkisch-Islamischen Kulturvereine in Europa e. V.“) ist ein Dachverband türkisch-islamischer Kulturvereine mit Sitz in Köln. Die Union entstand als Abspaltung der rechtsextremen Auslandsvertretung der Grauen Wölfe. Ihr sind nach eigenen Angaben zufolge bundesweit 123 Vereine angeschlossen, während das Bundesamt für Verfassungsschutz dem von ihm als rechtsextremistisch eingestuften Dachverband 20 Vereine mit mindestens 2.500 Mitgliedern zurechnet.

## Geschichte
Der Verband entstand nach der Abspaltung einer Gruppe von Mitgliedsvereinen der Föderation der Türkisch-Demokratischen Idealistenvereine in Deutschland (ADÜTDF) im Oktober 1987. Die abgespaltenen Vereine schlossen sich am 21. Mai 1988 in Koblenz zur „Union der Türkisch-Islamischen Kulturvereine e. V.“ (Türk Islam Dernekleri Birligi – TIKDB) zusammen. Seit 1993 führt der abgespaltene Verband den heutigen Namen.

## Selbstbild und Ziele
Der Verband gibt an, ihr Zweck sei die islamische Religionsausübung und die Förderung der Völkerverständigung. Das Ziel sei die Pflege der kulturellen und religiösen Identität und die Wahrung der wirtschaftlichen Interessen der in den 1960er Jahren immigrierten Türken in Europa sowie ihre Artikulation nach innen und außen. Die ATİB setzt sich nach eigenen Angaben für eine „Gesellschaft ohne Ausgrenzung und Diskriminierung“ ein.

## Organisation
Die Zahl der Mitglieder wird mit 11.500 angegeben, nach Schätzung des Bundesamtes für Migration und Flüchtlinge sind es 8-10.000. Die ATİB ist unter anderem Gründungsmitglied im Zentralrat der Muslime in Deutschland (ZMD) und im Rat türkeistämmiger Staatsbürger in Deutschland (RTS). Bei den Imamen der von der ATİB betriebenen Moscheen handelt es sich teilweise um Religionsbeamte der türkischen Anstalt für religiöse Angelegenheiten, deren Gehalt zum Teil vom türkischen Staat, zum Teil von der Organisation bezahlt wird. Vorsitzender ist seit 2018 Durmuş Yıldırım.

## Kritik
Da es sich bei der ADÜTDF um die Auslandsorganisation der Grauen Wölfe handelt, wird ATİB auch heute noch mit diesem Begriff in Verbindung gebracht. Der Verband weist diese Vorwürfe zurück und hat sich von den Gewalttaten der Grauen Wölfe in den 1970er Jahren in der Türkei und der Bundesrepublik distanziert. Das Landesamt für Verfassungsschutz Hessen hingegen rechnet insbesondere die ATİB dem türkischen Nationalismus der „Grauen Wölfe“ zu, in deren Vereine die Ideologie der „Grauen Wölfe“ gepflegt und vermittelt wird.
Das von Murat Çakır herausgegebene deutsch-türkische Onlinemagazin Kozmopolit bezweifelte 2003, dass ATİB die Integration seiner Mitglieder in die deutsche Gesellschaft fördert und warf der Organisation die Idee einer „nationalistisch – islamistisch geprägten Parallelgesellschaft“ vor. Auch Vertreter der Aleviten und der Armenier kritisieren, ähnlich wie bei den Verbänden Millî Görüş und DİTİB, eine „mangelnde Distanz zu extremistischen Verbänden“ durch ATİB.